# Небесний Іван Васильович
Небе́сний Іва́н Васи́льович (15 липня 1971, Тернопіль) — український композитор, музичний продюсер, член НСКУ. Лавреат композиторського конкурсу «Gradus ad Parnassum» в рамках Міжнародного Форуму музики молодих, м. Київ (1996, 1997). Лавреат премії ім. Л. Ревуцького (2002). Лавреат премії ім. М. Вериківського (2011). Лавреат театральної премії Київська пектораль (2011). Лауреат премії ім. Б. Лятошинського (2020). Лавреат театральної премії «ГРА» (2021). Заслужений діяч мистецтв України (2024).
Закінчив Львівську державну Музичну Академію ім. М. В. Лисенка по класу композиції М. Скорика (1995), та аспірантуру факультету композиції (клас М.Скорика та Г.Ляшенка (1998)). 1993 — стажування у студії експериментальної електронної музики Experimentalstudio des SWR, м. Фрайбург, Німеччина. 1997 року отримав стипендію KulturKontakt Austria, завдяки якій брав участь у П'ятій Міжнародній Академії нової музики, м. Швац, Австрія, де навчався композиції у Б. Шеффера та електронної музики у М. Холоневського.
Тривалий час керував ансамблем сучасної музики «Кластер» (Львів), який за час свого існування репрезентував українську сучасну музику у Польщі, Нідерландах, Литві, Австрії, Словенії. Водночас в Україні «Кластер» є першим виконавцем творів багатьох зарубіжних композиторів, зокрема з Англії, Франції, Швейцарії, Німеччини, США, Польщі, Чехії, Канади. З 2002 року композитор живе в Києві, в 2006–2012 роках — виконавчий директор Міжнародних музичних фестивалів сучасної класичної музики Київ Музик Фест та Форум музики молодих, м. Київ. З 2006 року і донині— директор Центру Музичної Інформації Національної спілки композиторів України.
Твори І.Небесного виконувалися на різноманітних музичних акціях у Австрії, Алжирі, Англії, Бельгії, Білорусі, Грузії, Ізраїлі, Індії, Індонезії, Ірландії, Іспанії, Італії, Казахстані, Канаді, Кенії, Китаї, Литві, Нідерландах, Німеччині, Польщі, Росії, Румунії, Словаччині, Словенії, США, Туреччині, Україні, Франції, Чехії.
Як музичний продюсер І. Небесний активно співпрацює з цілим рядом українських поп та рок-виконавців, з драматичними театрами України та українськими компаніями, що спеціалізуються на створенні телевізійного продукту і кіновиробництві.

## Виконавці
Виконавцями музики І. Небесного були Національний симфонічний оркестр України, Заслужений академічний симфонічний оркестр Національної радіокомпанії України, симфонічний оркестр і хор Англійської Національної Опери (Англія), симфонічний оркестр і хор Празької Державної опери (Чехія), хор Королівського оперного театру (Англія), WDR Funkhausorchester (Німеччина), Будапештський симфонічний оркестр (Угорщина), Національний академічний оркестр народних інструментів України, Національна заслужена капела бандуристів України, Національна заслужена академічна капела України «Думка», Національний президентський оркестр України, симфонічний оркестр і хор Львівського національного академічного театру опери та балету, симфонічний оркестр і хор Дніпропетровського академічного театру опери та балету, симфонічний, камерний оркестри, хор Одеського національного академічного театру опери та балету, симфонічний оркестр і хор Київської опери, Державний академічний естрадно-симфонічний оркестр України, Молодіжний симфонічний оркестр України, Академічний симфонічний оркестр Львівської філармонії, Академічний симфонічний оркестр "ІНСО-Львів", Академічний симфонічний оркестр Хмельницької філармонії, Симфонічний оркестр Закарпатської філармонії, Симфонічний оркестр Запорізької обласної філармонії, Національний камерний ансамбль "Київські солісти", Ансамбль класичної музики ім.Б.Лятошинського, Київський камерний оркестр, камерний оркестр Одеської філармонії, Львівський камерний оркестр «Віртуози Львова», Заслужений академічний Ансамбль пісні і танцю Збройних Сил України, Академічний ансамбль пісні і танцю «Козаки Поділля», Академічний хор ім. П.Майбороди Національної радіокомпанії України, Чоловіча хорова капела України імені Л.М.Ревуцького, Камерний хор «Київ», Хорова капела хлопчиків та юнаків «Дзвіночок», Львівська Державна Академічна чоловіча хорова капела «Дударик», Галицький академічний камерний хор, молодіжний хор Києво-Печерської Лаври, Хор Київської православної богословської академії, Народна хорова капела «Дніпро», Хорова капела «Орея», ансамблі нової академічної музики «Recherche» (Німеччина), «Moundshtain» (Чехія), «Audio Art» (Польща), NYU Contemporary Music Ensemble (США), «Кластер» (Україна), «Нова музика в Україні» (Україна), «Рикошет» (Україна), «Post Scriptum» (Україна), Academy Choir Wimbledon(Англія), вокальні ансамблі Ekmeles (США), Ensemble vocal modern (Німеччина).

## Великі форми
- «Лускунчик Гофмана», балет на 2 дії за мотивами казки Ернста Теодора Амадея Гофмана (2024);
- «Тіні забутих предків», балет на 2 дії за однойменною повістю Михайла Коцюбинського (2022–2023);
- «Фіви», опера на 2 дії за романом Наґіба Махфуза «Війна в Фівах» (2020–2022);
- «Лис Микита», сімейна опера на 2 дії за однойменною поемою Івана Франка (2019–2020);
- «Мегаполіс», аудіовізуальний перформанс за мотивами віршів Володимира Олейка для драматичного актора й оркестру (2017);
- «Механічна анатомія звуку 2», аудіовізуальний перформанс за мотивами перформансу В. Кауфмана «Механічна анатомія звуку» для фортепіано, синтезатора, драматичного актора, дитячих голосів та симфонічного оркестру (2011—2012);
- «Із життя комах», музичні фрески в стилі камерної опери за мотивами однойменної п'єси Карела та Йозефа Чапеків (2002—2003).

## Твори для оркестру
- «...Дорогою до небес...» для фортепіано та симфонічного оркестру (2024);
- «Різдвяні фантазії» для симфонічного оркестру (2023);
- «Різдвяні симфонізми» для симфонічного оркестру (2019);
- «Небесний Щедрик» для карильйону, мішаного і дитячого хорів, симфонічного оркестру та саундтреку зі звуками Майдану Незалежності (2016);
- «Вже котрий це до тебе лист», на слова В.Стуса для жіночого голосу з оркестром (2016);
- «З нами Бог», для сопрано, мішаного і дитячого хору, оркестру народних інструментів і рок-гурту (2015);
- «А Бог Адама створив рукама…» (за мотивами одноіменного старовинного канту) для чоловічого хору, солістів і симфонічного оркестру (2014);
- «Меседж з України», для електро-гітари, чоловічого хору та симфонічного оркестру (текст української церковної канонічної служби) (2014).

## Камерна музика
- «П'ять хвилин після виходу з бомбосховища» для камерного ансамблю (2024);
- «...Згадуючи...», хоровий цикл на основі українських молитв для сопрано і мішаного хору (2023);
- «Ген високо», цикл колядок для чоловічого хору (2011);
- «Чотири старовинні ірмоси» для сопрано і чоловічого хору (2008);
- «Достойно є» для мішаного хору (2008);
- «Повітряна музика-2» для кларнета і саундтреку (2006);
- «Повітряна музика-1» для квартету флейт, групи вокалістів та ударних (2001-2004);
- «Ескіз до голосу Дитини» для сопрано, дитячого голосу, саундтреку та камерного ансамблю (2000);
- «Сім послань дикої природи» для камерного ансамблю (1999);
- «Тіні Чорної Гори» для камерного ансамблю (1998);
- «Різдвяні переспіви» для хору (1998);
- «Про що промовчав Заратустра» для скрипки, фортепіано, ударних та саундтреку (1997);
- «Останній обряд старого ворожбита» для чоловічого голосу, альта-саксофона, віолончелі (контрабаса) та електроніки (1997);
- «10 скульптур Часу» для кларнета, МІДІ-альта та електроніки (1996);
- «Implicatio» для камерного ансамблю (1994);
- «Діалог з власним відображенням у дзеркалі» для струнного квартету і саундтреку (1993).

## Музика до драматичних вистав
```
Львівський Національний театр української драми ім. М. Заньковецької
:
```

- «Із життя комах», К. Чапек (2019);
- «Гуцульський рік», Г. Хоткевич (2018);
- «Гамлет у гострому соусі», А. Ніколаі (2012);
- «Невольник», М. Кропивницький (2011);
- «Небилиці про Івана», І. Миколайчук (2010);
- «Історія коня», Л. Толстой (2009);
- «Три товариші», К.-М. Ремарк (2009);
- «Замшевий піджак», С. Стратієв (2007);
- «Сільва», за мотивами оперети І. Кальмана (2007);
- «Хелемські мудреці», М. Геншензон (2006);
- «Амадей», П. Шеффер (2006);
- «Сава Чалий», І. Карпенко-Карий (2006);
- «Візит літньої пані», М. Дюренматт (2005);
- «Любов і мундир», Ф. Мольнар (2005);
- «Оргія», Леся Українка (2004);
- «Арт», Я. Реза (2004);
- «Професіонал», Д. Ковачевич (2003);
- «Державна зрада», Р. Лапіка (2003);
- «Кайдашева сім'я», І. Нечуй-Левицький (2003);
- «Доки сонце зійде, роса очі виїсть», М. Кропивницький (2001);
- «Ханума», А. Цагарелі (2001);
- «Політ над гніздом зозулі», К. Кізі, Д. Вассерман (2001);
- «Криваве весілля», Ф. Ґарсія-Лорка (2000);
- «Тріумфальна жінка», Н. Ковалик (2000);
- «Андрей», В. Герасимчук (2000);
- «Коханий нелюб», Я. Стельмах. (1999);
- «Загадкові варіації», Е.-Е. Шмітт (1999);
- «Тригрошева опера»,Б. Брехт (1998);
- «У неділю рано зілля копала», О. Кобилянська (1998);
- «Гамлет», В. Шекспір (1997);
- «Се-ля-ві», Н. Ковалик (1997);
- «Кнок», Ж. Ромен (1996);
- «А дощ все йде», О. Піддубна (1996);
- «Ніч на полонині», О. Олесь (1995).

```
Тернопільський академічний музично-драматичний театр ім. Т. Шевченка
:
```

- «Шалений день, або Одруження Фігаро», П. де Бомарше (2013);
- «Кайдашева сім'я», І. Нечуй-Левицький (2011);
- «Патетична соната», М. Куліш. (2006);
- «У неділю рано зілля копала», О. Кобилянська (2004);
- «Отелло», В. Шекспір (2003);
- «Не судилося», М. Старицький (2002);
- «Лісова пісня», Леся Українка (2001);
- «Ревізор», М. Гоголь (2000);
- «Ніч перед Різдвом», М. Гоголь (2000);
- «Недоумкуватий Журден», Ж.-Б. Мольєр (1997);
- «Ніч на полонині», О. Олесь (1996).

```
Київський Національний академічний драматичний театр ім. І. Франка
:
```

- «Незрівнянна», П. Квілтер (2016).
- «Дами і гусари», О. Фредро (2013);
- «Романс. Ностальгія», О. Білозуб за мотивами п'єси Михаіла Севастіану «Безіменна зірка» (2011);
- «Грек Зорба», Н. Казандзакіс (2010);
- «Котигорошко», інсценізація А. Навроцького за мотивами укр. нар. казки (2009);
- «Наталка Полтавка», І. Котляревський (2005);
- «Отелло», В. Шекспір (2001);

```
Київський академічний драматичний «Театр на Подолі»
:
```

- «Минулого літа в Чулимську», О. Вампілов (2011);
- «Сто тисяч», І. Котляревський (2008);
- «Мина Мазайло», М. Куліш (2006);
- «Фараони», О. Коломієць (2003);
- «Квартал небожителів», А. Коротко (2001);
- «Фантазія для фортепіано в чотири руки», А. Ольмерт (2001).

```
Театральна агенція «Бенюк і Хостікоєв»
:
```

- «Задунаєць за порогом», за мотивами опери С. Гулака-Артемовського (2008);
- «Люди і миші», Дж. Стайнбек (2004).

```
Муніципальний театр «Київ»
:
```

- «Морозко», В. Нєвєдров, за мотивами одноіменної казки (2014);
- «Тарас Бульба», М. Гоголь (2007).

```
Черкаський музично-драматичний театр ім. Т. Шевченка
:
```

- «Хитра удовичка», К. Гольдоні (2009).

```
Вінницький обласний академічний український музично-драматичний театр ім. М. Садовського:
```

- «Ідзанамі, богиня, яка вабить…», Т. Іващенко за мотивами роману А.Барикко «Шовк» (2016);
- «У неділю рано зілля копала», Н. Неждана за мотивами повісті О. Кобилянської (2014);
- «Політ над гніздом зозулі», К. Кізі, Д. Вассерман (2010);
- «Хелемські мудреці», М. Геншензон. (2008).

```
Львівський обласний академічний музично-драматичний театр імені Юрія Дрогобича
:
```

- «Ханума», А. Цагарелі (2009).

```
Івано-Франківський академічний обласний музично-драматичний театр ім. І. Франка
:
```

- «Ніч перед Різдвом», М. Гоголь (2010).

```
Київський муніципальний академічний театр опери та балету
:
```

- «Лускунчик», Гофман (2024).

## Музика до кінофільмів, серіалів, мультфільмів
- «Микола Леонтович та його Щедрик». Документальний фільм. Компанія «SwitVideo Production» (Україна) (2021);
- «Урок Небесної Сотні». Документальний фільм. Компанія «PRO-production Ukraine» (Україна) (2020);
- «Україна Всесвітня». Документальний серіал. Компанія «PRO-production Ukraine» (Україна) (2020);
- «Підвішана кава». Короткометражний фільм. Компанія «ВАВІЛОН» (Україна) (2019);
- «Баба бабі сказала». Документальний фільм. Компанія «Kitsune Tale Productions, LLC» (США) (2018);
- «Холодний дощ самотності». Короткометражний фільм. Компанія «ВАВІЛОН» (Україна) (2018);
- «Євробачення. Еволюція». Документальний серіал. Компанія «PRO-production Ukraine» (Україна) (2017);
- «Тримай біля серця». Повнометражний фільм. Компанія «SwitVideo Production» (Україна) (2017);
- «Донька баяніста». Телевізійний фільм.  Телеканал «Росія» (Росія), «УПС»-продакшн (Україна) (2012);
- «П'ять років і один день». Телевізійний фільм. Телеканал СТБ (Україна) (2012);
- «16 днів. Революція на граніті». Документальний фільм. «Диваки-продакшн» (Україна) (2011);
- «Гербарій Маші Колосової». Телевізійний фільм. Компанія «ЯрСинема» (Росія). (2010);
- «Непрухи». Телевізійний серіал. Телеканал «Україна» (Україна) (2010);
- «Тренер». Анімаційний фільм. Компанія «Frame Animation» (Україна) (2009);
- «Маша і море». Телевізійний фільм. Компанія «Star Media» (Україна) (2008);
- «Довженко починається або Сашко — реформатор». Короткометражний фільм. Національна кіностудія ім. О. Довженка (Україна) (2008);
- «Сім чудес України». Документальний фільм. Телеканал ICTV (Україна) (2008);
- «Дорогі діти». Телевізійний фільм. Телеканал ICTV (Україна) (2008);
- «Мільйон від Діда Мороза». Телевізійний фільм. Телеканал ICTV (Україна) (2007);
- «Богун і партнери». Телевізійний серіал. Телеканал ICTV (Україна) (2007);
- «Міський пейзаж». Телевізійний фільм. Компанія «Film UA» (Україна) (2007).